# Liste der Kulturdenkmale in Boxberg (Baden)

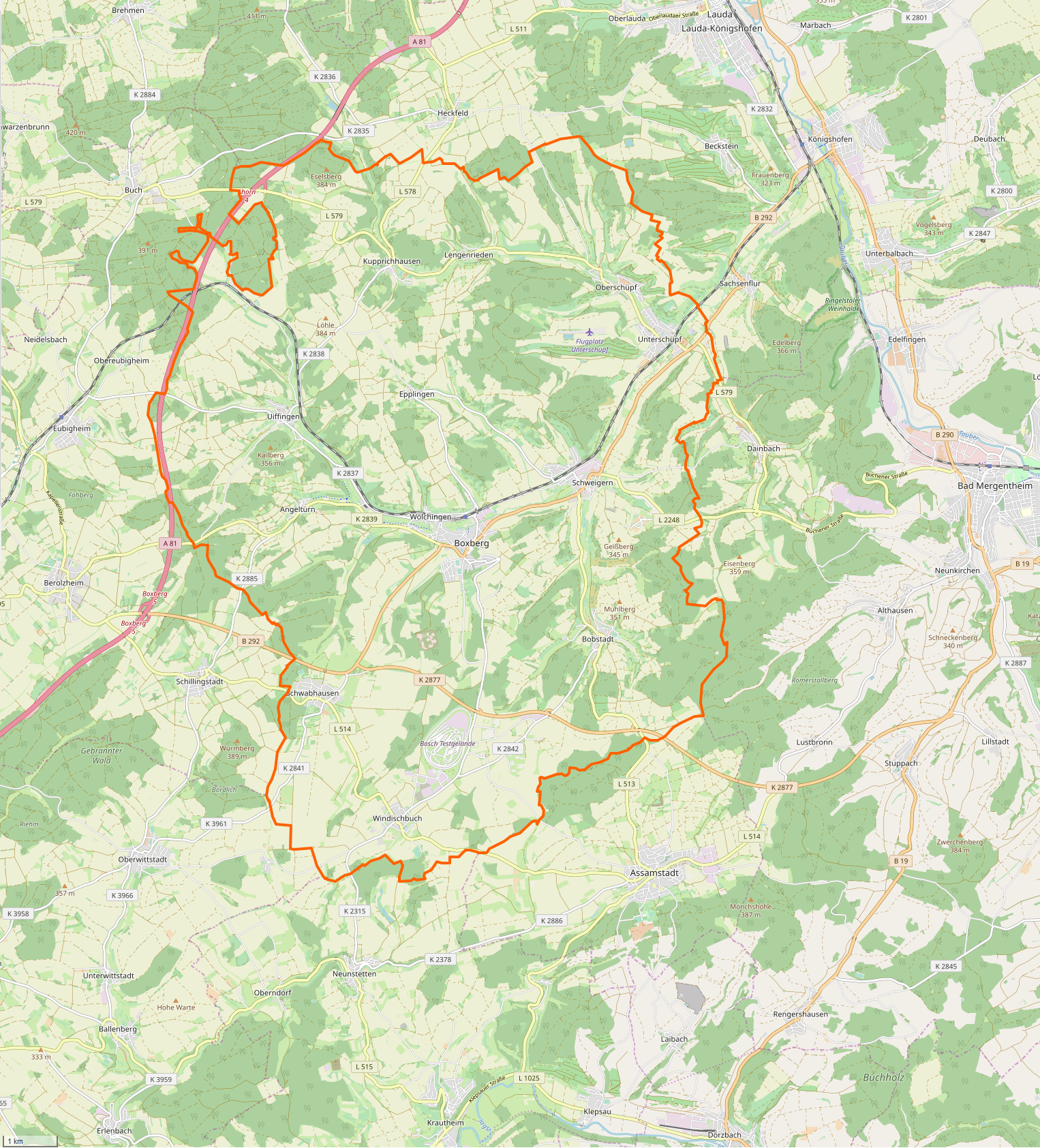
Gemarkung und Lage der Stadt Boxberg (Baden)

Wappen der Stadt Boxberg (Baden)

In der Liste der Kulturdenkmale in Boxberg sind unbewegliche Bau- und Kunstdenkmale aller Stadtteile von Boxberg aufgeführt. Grundlage für diese Liste ist die vom Regierungspräsidium Stuttgart herausgegebene Liste der Bau- und Kunstdenkmale mit Stand vom 15. Februar 2012. Der Artikel ist Teil der übergeordneten Liste der Kulturdenkmale im Main-Tauber-Kreis. Diese Liste ist nicht rechtsverbindlich. Eine rechtsverbindliche Auskunft ist lediglich auf Anfrage bei der Unteren Denkmalschutzbehörde der Stadt Boxberg erhältlich.
Kleindenkmale wie beispielsweise Bildstöcke, Statuen und Wegkreuze blieben im Stadtgebiet zahlreich erhalten. Der Grund liegt in der seit dem Mittelalter durchgehend landwirtschaftlichen Struktur. Es kam in der Neuzeit zu keiner Verdichtung von Siedlung und Industrie wie in den Ballungsgebieten, so dass diese Kulturdenkmale im Freiland weitgehend erhalten blieben.

## Allgemein
- Bild: Zeigt ein ausgewähltes Bild aus Commons, „Weitere Bilder“ verweist auf die Bilder im Medienarchiv Wikimedia Commons.
- Bezeichnung: Nennt den Namen, die Bezeichnung oder die Art des Kulturdenkmals.
- Lage: Straßenname und Hausnummer oder Flurstücknummer des Kulturdenkmals, gegebenenfalls auch den Ortsteil. Die Grundsortierung der Liste erfolgt nach dieser Adresse. Der Link (Karte) führt zu verschiedenen Kartendiensten mit der Position des Kulturdenkmals. Fehlt dieser Link, wurden die Koordinaten noch nicht eingetragen. Sind diese bekannt, können sie über ein Tool mit einer Kartenansicht einfach nachgetragen werden. In dieser Kartenansicht sind Kulturdenkmale ohne Koordinaten mit einem roten bzw. orangen Marker dargestellt und können durch Verschieben auf die richtige Position in der Karte mit Koordinaten versehen werden. Kulturdenkmale ohne Bild sind an einem blauen bzw. roten Marker erkennbar.
- Datierung: Baubeginn, Fertigstellung, Datum der Erstnennung oder grobe zeitliche Einordnung entsprechend des Eintrags in der zuständigen Denkmaldatenbank (Landesamt für Denkmalpflege Baden-Württemberg).
- Beschreibung: Kurzcharakteristik des Kulturdenkmals.

## Bau-, Kunst- und Kulturdenkmale im Stadtbezirk Boxberg

### Angeltürn
Bau-, Kunst- und Kulturdenkmale in Angeltürn (mit dem Dorf Angeltürn sowie der abgegangenen Ortschaft Brechelberg):
| Bild           | Bezeichnung          | Lage                   | Datierung | Beschreibung | ID |
| -------------- | -------------------- | ---------------------- | --------- | --- | -- |
| Weitere Bilder | Schul- und Rathaus   | Austraße 4             |           | ehem. Rathaus und Schule in Angeltürn |    |
| Weitere Bilder | Ficksches Schloss    | Steinstraße 4 (Karte)  | 1617/1768 | Ehemaliges Ficksches Schloss (§ 28), auch Dienheimisches Schlösschen. Das im Jahre 1617 erbaute, 1768 erneuerte Ficksche Schloss, war ein einfaches Herrschaftshaus mit steinernem Untergeschoss und Fachwerkoberbau. Es diente den Freiherren von Fick als Familiensitz. Nach dem Erlöschen der Familie von Fick im Jahre 1879 ging das Schloss an den katholischen Pfarrfond über und dient heute als katholische Kirche und Pfarrhaus. Zum Teil verputzter Fachwerkbau mit Zierelementen, Krüppelwalmdach, Dachreiter und Wappenstein. In Teilen 16./17. Jahrhundert, mit südlichem Erweiterungsbau von 1768/70 mit Josephskapelle, nordöstlich Remise, Holzständerbau Ende 18. Jahrhundert, mit Ummauerung (Sachgesamtheit § 2). Geschützt nach §§ 2, 28 DSchG |    |
| Weitere Bilder | Wehrkirche Angeltürn | Steinstraße 31 (Karte) |           | Evangelische Kirche Angeltürn, eine spätmittelalterliche Burg- bzw. Wehrkirche, die in ihrer heutigen Form im 15. und 16. Jahrhundert erbaut wurde. Fresken im Turm. 15./16. Jahrhundert mit späteren Erneuerungen. |    |
|                | Grabmal              |                        |           | Grabmal des Freiherrn Franz von Fick der Freiherren von Fick |    |

### Bobstadt
Bau-, Kunst- und Kulturdenkmale in Bobstadt (mit dem Dorf Bobstadt und den Wohnplätzen Börzel, Heßbach und Talmühle sowie den abgegangenen Ortschaften Sole und Schuckhof):
| Bild | Bezeichnung         | Lage                  | Datierung | Beschreibung | ID |
| ---- | ------------------- | --------------------- | --------- | --- | -- |
|      | Rathaus             | Bergstraße 2          | 1844      | Rathaus. Putzbau mit Walmdach und Sandsteingliederung. Eingangsloggia. 1844 als Schul- und Rathaus bez. |    |
|      | St. Michaeliskirche | Bergstraße 10 (Karte) | 1755–56   | Evangelische St. Michaeliskirche Bobstadt. Schlichte barocke Saalkirche mit gutem Gestühl. An der Stirnseite Orgelprospekt, 1756 bez. Im Jahre 1988 wurde die Kirche innen und außen renoviert. Die Steinmeyer-Orgel aus dem Jahr 1972 hat 18 Register. Seit 2000 verfügt die Kirche über ein sechsstimmiges Geläut. | BW |
|      | Katholische Kirche  | Bobstadter Straße 26  |           | Katholische Kirche. Geschoss (Teile von Bauten am Gebäude) Massives Sockelgeschoss mit gekoppelten rundbogigen Türrahmen, 1607 bez. |    |

### Boxberg (Kernstadt)
Bau-, Kunst- und Kulturdenkmale in der Kernstadt Boxberg (mit dem Hauptort Boxberg sowie der in Boxberg aufgegangenen Ortschaft Wanshowen):
| Bild           | Bezeichnung                     | Lage                      | Datierung | Beschreibung | ID |
| -------------- | ------------------------------- | ------------------------- | --------- | --- | -- |
| Weitere Bilder | St. Aquilinus                   | Kurpfalzstraße 10 (Karte) | 1708–1764 | Katholische Stadtpfarrkirche St. Aquilin(us). Über Keller errichteter einfacher Saalbau mit Chorturm. Doppelläufige Freitreppe. Gute barocke Ausstattung, 1708 von Balthasar Neumann, 1764 erneuert. |    |
|                | Ehem. Rathaus                   | Kurpfalzstraße 18         | 1610      | Ehem. Rathaus. Heute Heimatmuseum. Zierfachwerkbau mit Vorstößen, Krüppelwalmdach. Rundbogiges Portal 1610 bez. Gefallenendenkmal mit Bronzetafeln, Anfg. 20. Jahrhundert. Das alte Boxberger Rathaus von 1610 beherbergt seit 1981 die vielfältigen ortsgeschichtlichen Sammlungen mit bäuerlichem Arbeitsgerät, vor allem zu Grünkern-Erzeugung, bürgerlichen Haus- und Küchengeräten, steinernen Zeugnissen von der Burg Boxberg und der Johanniterkirche in Wölchingen, Grenzsteine, Ofenplatten aus dem 17. Jahrhundert, einer Zunftlade von 1776, einem Webstuhl von 1784 und Zinngeschirr des 17. und 18. Jahrhunderts. Außerdem zeigt die Ausstellung eine kleine Sammlung von Fayencen und Mosbacher Porzellan, Münzen und Medaillen, Waffen, Pfeifen, eine Sammlung von Militärhelmen aus der Zeit von 1842 bis 1918 sowie Erinnerungsstücke an den Heimatforscher Karl Hofmann (1867-1966). Das Museum geht in seinem Kern auf die im 19. Jahrhundert begonnene Altertümersammlung zurück und wird vom Heimatverein Boxberg betreut. |    |
| Weitere Bilder | Ehemaliges Amtsgericht, Rathaus | Kurpfalzstraße 29         | 1748      | Ehem. Amtsgericht, Rathaus. Reicher Barockbau mit Walmdach und Schmuckportal mit kurpfälzischem Wappen. 1748 von F.W. Rabaliatti (§ 28). Mauer mit Torbogen und Scheuer auf Stadtmauer (Sachgesamtheit § 2). Geschützt nach §§ 2, 28 DSchG |    |
|                | Glockenstuhl                    | Obere Gasse 24            | 1637      | Offener Glockenstuhl mit altem Grabstein von 1637 |    |
|                | Ehemaliges Gerichtsgebäude      | Poststraße 4              | 1897      | Ehemaliges Gerichtsgebäude. Quaderbau mit Walmdach und Eckrisaliten. Reiche spätklassizistische Portalrahmung 1897 bez. |    |
| Weitere Bilder | Burg Boxberg                    | Schloßweg (Karte)         | 1430      | Burgruine in Boxberg |    |

### Epplingen
Bau-, Kunst- und Kulturdenkmale in Epplingen (mit dem Dorf Epplingen und dem Wohnplatz Aussiedlerhöfe Wanne):
| Bild | Bezeichnung         | Lage                    | Datierung | Beschreibung | ID |
| ---- | ------------------- | ----------------------- | --------- | --- | -- |
|      | Evangelische Kirche | Hintere Gasse 1 (Karte) | 1754      | Evangelische Kirche Epplingen. Schlichter Saalbau mit guter Barockausstattung. Seitlich alte Gemeinde- und Kirchenratsbänke, 1754 bez. | BW |

### Kupprichhausen
Bau-, Kunst- und Kulturdenkmale in Kupprichhausen (mit dem Dorf Kupprichhausen und dem Wohnplatz Ahornhof sowie den abgegangenen Ortschaften Dietenhausen, Goldberg, Meisenheim und Weildorf):
| Bild           | Bezeichnung         | Lage                   | Datierung | Beschreibung | ID |
| -------------- | ------------------- | ---------------------- | --------- | --- | -- |
|                | Bildstock           | Ahornstraße 11         |           | Bildstock, reich verziert |    |
| Weitere Bilder | Allerheiligenkirche | Ahornstraße 10 (Karte) | 1822      | Katholische Kirche Allerheiligen, 1440 erstmals urkundlich erwähnt. Saalbau von 1822 mit Dachreiter. Kanzel und Orgelprospekt, um 1900. 1984 umfassend erneuert, dabei Kanzel abgebaut bzw. teilweise in Empore eingebaut. Neugotische Altäre aus der alten kath. Pfarrkirche in Assamstadt (Mergentheimer Straße, Flst. Nr. 97). |    |
|                | Bildstock           | Ahornstraße 24         |           | Bildstock am Pfarrhaus |    |

### Lengenrieden
Bau-, Kunst- und Kulturdenkmale in Lengenrieden (mit dem Dorf Lengenrieden):
| Bild           | Bezeichnung         | Lage                          | Datierung | Beschreibung                                                                      | ID |
| -------------- | ------------------- | ----------------------------- | --------- | --------------------------------------------------------------------------------- | -- |
| Weitere Bilder | Herz-Jesu-Kirche    | Lengenrieder Straße 2         | 1881      | Kath. Kirche Herz Jesu. Schlichter Massivbau mit Querschiff und Dachreiter. 1881. |    |
|                | Evangelische Kirche | Lengenrieder Straße 3 (Karte) | 1892      | Evangelische Kirche Lengenrieden. Neugotischer Saalbau mit Dachreiter, 1892 bez.  | BW |

### Oberschüpf
Bau-, Kunst- und Kulturdenkmale in Oberschüpf (mit dem Dorf Oberschüpf):

| Bild           | Bezeichnung         | Lage                   | Datierung | Beschreibung | ID                       |
| -------------- | ------------------- | ---------------------- | --------- | --- | ------------------------ |
|                | Burg Schüpf         | (Karte)                | 12. Jh.   | Die Burg Schüpf (im Volksmund auch „Altes Schloss Oberschüpf“ genannt) ist die Ruine einer Spornburg auf einem Bergsporn oberhalb des Dorfes Oberschüpf |                          |
|                | Wasserbehälter      | Burgwaldstraße 31      | 1927      | Wasserbehälter, neubarocker Bau. 1927. |                          |
| Weitere Bilder | Schloss Oberschüpf  | Schlossplatz 7 (Karte) | 1881      | Schloss Oberschüpf (auch „Neues Schloss Oberschüpf“) in der Ortsmitte. Früher gab es bereits mit der ehemaligen Burg Schüpf ein „Altes Schloss“. Ehem. Schloss, später Schul- und Rathaus. Alter Keller und Treppenturm mit Schmuckportal, 1587 bez.; altes Türblatt. [Br 2008: Denkmaleigenschaft auf Gewölbekeller, Sockelgeschoss und Massivteile des Treppenturms mit Schmuckportal beschränkt]. |                          |
| Weitere Bilder | Evangelische Kirche | Sonnenhalde (Karte)    | 12. Jh.   | Evangelische Kirche Oberschüpf am Schüpfbach. Einschiffige romanische Wehrkirche um 1200. Innenfresken um 1300. Es handelt sich um die älteste Wehrkirche Badens aus dem 12. Jahrhundert. Erwähnenswert ist, dass dort frühgotische Wandmalereien (um 1290) fast vollständig erhalten sind. | Wikidata-Objekt anzeigen |

### Schwabhausen
Bau-, Kunst- und Kulturdenkmale in Schwabhausen (mit dem Dorf Schwabhausen und dem Wohnplatz Aussiedlerhöfe Hofgrund):
| Bild | Bezeichnung         | Lage                     | Datierung | Beschreibung                                                                          | ID |
| ---- | ------------------- | ------------------------ | --------- | ------------------------------------------------------------------------------------- | -- |
|      | Evangelische Kirche | Kappelholzweg 14 (Karte) |           | Evangelische Kirche Schwabhausen. 1935 anstelle einer alten Dorfkirche neu errichtet. | BW |
|      | Rathaus             | Schwabhäuser Straße 8    | 1895      | Rathaus. Massivbau mit Dachreiter, Freitreppe und alten Türblättern. 1895.            |    |

### Schweigern
Bau-, Kunst- und Kulturdenkmale in Schweigern (mit dem Dorf Schweigern und den Wohnplätzen Lärchenweg, Mühlheide, Nickelstein, Planken, Steinbusch und Ziegeleiapparatebau sowie den abgegangenen Ortschaften Kailstadt und Wingelstadt):
| Bild           | Bezeichnung         | Lage                      | Datierung | Beschreibung | ID |
| -------------- | ------------------- | ------------------------- | --------- | --- | -- |
| Weitere Bilder | Rathaus             | Bahnhofstraße 2 (Karte)   |           | Rathaus Schweigern |    |
| Weitere Bilder | Evangelische Kirche | Marktstraße 41 (Karte)    | 1812      | Evangelische Kirche Schweigern. Schlichter Saalbau mit einseitig abgewalmtem Dach und Westturm, 1812 bez.; Kirchhofmauer.                      |    |
|                | St. Kilian          | St.-Kilians-Weg 8 (Karte) | 1876      | Katholische Kirche St. Kilian. Schlichter Saalbau mit offenem Glockenstuhl als Dachreiter, 1880/82 durch Umbau eines Schulhauses von 1780 (?). | BW |

### Uiffingen
Bau-, Kunst- und Kulturdenkmale in Uiffingen (mit dem Dorf Uiffingen, dem Weiler Gräffingen (Hof) und den Wohnplätzen Aussiedlerhof Eubigheimerweg, Aussiedlerhof Götzenbrunnen, Hagenmühle, Mittelmühle und Obermühle sowie den abgegangenen Ortschaften Hachtel, Niederweiler und Rieden):
| Bild | Bezeichnung         | Lage                        | Datierung | Beschreibung | ID |
| ---- | ------------------- | --------------------------- | --------- | --- | -- |
|      | Rathaus             | Scharfbachweg 1             | 19. Jh.   | Rathaus. Quaderbau mit Mittelrisalit, Walmdach, Portikus. Reiche Türrahmung mit guten Türblättern. Ende 19. Jahrhundert.         |    |
|      | Evangelische Kirche | Uiffinger Straße 17 (Karte) | 1819      | Evangelische Kirche Uiffingen, klassizistischer Bau der Weinbrennerschule mit Eingangsloggia und eingestellten Säulen, 1819 bez. | BW |
|      | St. Burkhard        | Uiffinger Straße 27 (Karte) | 1803      | Kath. Kirche St. Burkhard. Schlichter klassizistischer Saalbau mit Dachreiter. Schmuckportal und eingemauerter Stein, 1803 bez.  | BW |

### Unterschüpf
Bau-, Kunst- und Kulturdenkmale in Unterschüpf (mit dem Dorf Unterschüpf und dem Wohnplatz Talhof):
| Bild           | Bezeichnung         | Lage                            | Datierung   | Beschreibung | ID |
| -------------- | ------------------- | ------------------------------- | ----------- | --- | -- |
|                | Schule              | Römerstraße 35                  |             | Schule |    |
| Weitere Bilder | Bahnhof             | Tottenheimer Straße 6, 6e       | 19. Jh.     | Bahnhof, Empfangsgebäude. Massivbau mit Walmdach und Mittelrisalit. Segmentbogige Dreiereingangsarkade. Um 1860. Bahnhäuschen. Massivbau mit reich geschnitzter Dreieröffnung im holzverkleideten Dachgeschoss. 2. Hälfte 19. Jahrhundert. Südwestlich vom Empfangsgebäude Güterhalle, Holzständerbau mit Deckelschalung, Satteldach, um 1865. (Sachgesamtheit). |    |
| Weitere Bilder | Evangelische Kirche | Tottenheimer Straße 13a (Karte) | 13./17. Jh. | Evangelische Kirche Unterschüpf. Schiff von 1617 mit Chorturm des 13. Jahrhunderts. Treppenturm mit Renaissanceportal. |    |
| Weitere Bilder | Schloss Unterschüpf | Unterschüpfer Straße 19 (Karte) | 1610        | Ehemaliges Schloss, Rathaus und Schule. Vierflügelanlage mit drei Ecktürmen, um 1610. Das Schloss Unterschüpf, ein ehemaliges Wasserschloss, wurde ab 1610 anstelle eines aus dem Jahre 1561 stammenden Vorgängerbaus als Sitz der Ritter von Rosenberg im Renaissance-Stil errichtet.                                                                           |    |
| Weitere Bilder | St. Kilian          | Unterschüpfer Straße 19 (Karte) |             | Katholische Kirche St. Kilian in Unterschüpf. |    |
|                | Brunnen             | Unterschüpfer Straße 19         |             | Brunnen |    |

### Windischbuch
Bau-, Kunst- und Kulturdenkmale in Windischbuch (mit dem Dorf Windischbuch, dem Gehöft Seehof und den Wohnplätzen Aussiedlerhöfe Brücklein, Gewerbegebiet Am Seehof und Schollhöfer Straße):
| Bild | Bezeichnung         | Lage                       | Datierung | Beschreibung | ID |
| ---- | ------------------- | -------------------------- | --------- | --- | -- |
|      | Rathaus             | Friedhofstraße 15          | 19. Jh.   | Rathaus. Massivbau mit Walmdach und Mittelrisalit. Reiche Sandsteingliederung. Alte Türblätter. Ende 19. Jahrhundert. |    |
|      | St. Elisabeth       | Friedhofstraße 16 (Karte)  | 1856      | Katholische Kirche St. Elisabeth. Neuromanischer Saalbau mit eingezogenem Chor und Dachreiter, 1856 bez.              | BW |
|      | Bildstock           | Schollhöfer Straße (Karte) |           | Bildstock | BW |
|      | Evangelische Kirche | Seehöfer Straße 1 (Karte)  |           | Evangelische Kirche Windischbuch                                                                                      | BW |

### Wölchingen
Bau-, Kunst- und Kulturdenkmale in Wölchingen (mit dem Dorf Wölchingen und dem Wohnplatz Waldhaus und möglicherweise der abgegangenen Ortschaft Giffinger Grund):
| Bild | Bezeichnung | Lage                        | Datierung | Beschreibung | ID |
| ---- | ----------- | --------------------------- | --------- | --- | -- |
|      | Rathaus     | Frankendomstraße 49         | 1869      | Rathaus. Quaderbau mit Krüppelwalmdach und Dachreiter. Reiche Sandsteingliederung. Segmentbogiges Doppelportal mit offener Eingangshalle. 1869. |    |
|      | Frankendom  | Frankendomstraße 51 (Karte) | 13. Jh.   | Ehemalige Johanniterkirche. Dreischiffiger romanischer Bau mit neuromanischem Vierungsturm. Runde Krypta, alte Grabdenkmäler. Um 1225. Der sogenannte Frankendom (auch Johanniterkirche sowie Johanniterkommende). in Wölchingen, ist ein romanisches Kirchenbauwerk aus dem 13. Jahrhundert. |    |